# Roger Lefebvre
Pour les articles homonymes, voir Lefebvre.
Roger Lefebvre, né le 23 juillet 1943 à Black Lake, est un homme politique québécois et ancien député libéral de la circonscription de Frontenac.

## Biographie
Lefebvre a une formation en droit de la Faculté de droit de l'Université de Sherbrooke. Il a été admis au barreau en 1968.
Il a exercé sa profession d'avocat à Thetford Mines pendant une vingtaine d'années (1968 à 1985). Durant cette période, il s'est notamment impliqué comme président de la Chambre de commerce de Black Lake.

### Politique
Roger Lefebvre se présente pour la première fois aux élections québécoises en 1985 dans la circonscription de Frontenac où il est élu devant le péquiste Gilles Boucher (qui remplaçait Gilles Grégoire qui avait quitté le Parti québécois deux ans plus tôt à la suite d'un scandale.) Il est réélu par la suite aux élections de 1989 et 1994.
D'abord leader parlementaire adjoint de 1985 à 1990 (du côté gouvernemental), il est nommé vice-président de l'Assemblée nationale en 1990, fonction qu'il occupera jusqu'à sa nomination au titre de ministre de la Justice et ministre délégué à la Réforme électorale en 1994 dans le Gouvernement Johnson (fils).
À la suite de l'Élection générale québécoise de 1994, il est nommé leader parlementaire adjoint (dans l'opposition) jusqu'en 1997.

### Haut fonctionnaire
Après l'élection de 1998, il retourne à la pratique du droit avant d'être nommé en 2001, vice-président de la Commission des droits de la personne et des droits de la jeunesse jusqu'en avril 2004, date de sa nomination comme membre et président de la Commission de protection du territoire agricole du Québec. Il termine ce dernier mandat en avril 2010.